# Irena Pavlovic
Irena Pavlovic (Servisch: Ирена Павловић) (Belgrado, 28 september 1988) is een voormalig tennisspeelster uit Frankrijk. Pavlovic werd in Servië geboren, maar verhuisde op driejarige leeftijd naar Frankrijk. Twee jaar later begon zij met het spelen van tennis. Haar favoriete ondergrond is hardcourt. Zij is rechtshandig maar speelt tweehandig aan beide zijden. Zij was actief in het proftennis van 2004 tot en met 2014. Zij spreekt goed Servisch, Frans en Engels.

## Loopbaan
In 2004 speelde Pavlovic haar eerste ITF-toernooi in Frankrijk. In 2006 won zij de enkelspeltitel op het ITF-toernooi van Frinton-on-Sea (Engeland). In 2009 had zij haar WTA-debuut op het toernooi van Straatsburg – aansluitend had zij haar grandslamdebuut op Roland Garros, waarvoor zij een wildcard had gekregen. Eénmaal won zij een grandslampartij, op Roland Garros 2012 waar zij de Taiwanese Chang Kai-chen versloeg. In totaal won zij vier ITF-titels in het enkelspel en veertien in het dubbelspel.
Haar hoogste notering op de WTA-ranglijst is de 107e plaats in het dubbelspel, die zij bereikte in februari 2011.

## Posities op deWTA-ranglijst
Positie per einde seizoen:
| jaar | rang enkelspel | rang dubbelspel |
| ---- | -------------- | --------------- |
| 2005 | 569            | –               |
| 2006 | 326            | 617             |
| 2007 | 298            | –               |
| 2008 | 233            | 518             |
| 2009 | 289            | 212             |
| 2010 | 200            | 117             |
| 2011 | 211            | 143             |
| 2012 | 162            | 273             |
| 2013 | 222            | 364             |
| 2014 | 209            | 483             |

## Resultaten grandslamtoernooien
| Legenda | Legenda                          |
| ------- | -------------------------------- |
| g.t.    | geen toernooi gehouden           |
| l.c.    | lagere categorie                 |
| –       | niet deelgenomen                 |
| G       | uitgeschakeld in de groepsfase   |
| 1R      | uitgeschakeld in de eerste ronde |
| 2R      | uitgeschakeld in de tweede ronde |
| 3R      | uitgeschakeld in de derde ronde  |
| 4R      | uitgeschakeld in de vierde ronde |
| KF      | uitgeschakeld in de kwartfinale  |
| HF      | uitgeschakeld in de halve finale |
| F       | de finale verloren               |
| W       | het toernooi gewonnen            |
| w-v     | winst/verlies-balans             |

### Enkelspel
| toernooi        | 2009 |    | 2012 | 2013 |
| --------------- | ---- | -- | ---- | ---- |
| Australian Open | –    | 1R | –    |      |
| Roland Garros   | 1R   | 2R | 1R   |      |
| Wimbledon       | –    | –  | –    |      |
| US Open         | –    | –  | –    |      |

### Vrouwendubbelspel
| toernooi        | 2010 | 2011 | 2012 | 2013 |
| --------------- | ---- | ---- | ---- | ---- |
| Australian Open | –    | –    | –    | –    |
| Roland Garros   | 1R   | 1R   | 1R   | 1R   |
| Wimbledon       | –    | –    | –    | –    |
| US Open         | –    | –    | –    | –    |